# Jeb Brovsky
John « Jeb » Brovsky est un joueur de soccer américain né le 3 décembre 1988 à Lakewood dans le Colorado. Il joue au poste d'arrière gauche.

## Biographie
Brovsky joue dans l'équipe de jeunes du Rush du Colorado avec laquelle ils remportent différents titres locaux. Au lycée, il joue au soccer, au football américain et au basket-ball avant de rejoindre l'Université de Notre Dame.

### Parcours universitaire
Brovsky étudie l'administration des affaires à l’Université de Notre Dame. De 2007 à 2010, il évolue avec les Fighting Irish en NCAA disputant 87 matchs, dont 60 titularisations pour 15 buts et 12 mentions d’aide soit un total de 42 point. Il est nommé trois fois dans les équipes d’étoiles All-Big East Conference, et dans l’équipe d’étoiles Big East Conference Academic à quatre occasions.

### Parcours professionnel
Il est repêché à la dix-neuvième position par les Whitecaps de Vancouver lors de la MLS SuperDraft 2011. Il est régulièrement utilisé par le club canadien mais n'est pas protégé par le club lors du repêchage d'expansion.
Il est sélectionné par l'Impact de Montréal pour intégrer l'effectif du club pour sa première saison en MLS. Il s'impose progressivement comme un joueur défensif polyvalent indispensable au onze montréalais. Après deux saisons pleines avec la franchise québécoise, il joue peu en 2014 et est échangé au New York City FC en échange d'un choix de deuxième ronde lors de la MLS SuperDraft 2016. Il devient le deuxième joueur de l'histoire à rejoindre la formation new-yorkaise,. En attendant l'entrée en compétition du NYCFC, Brovsky est prêté à Strømsgodset IF, champion de Norvège en titre, jusqu'au mois de décembre.

## Palmarès
- Impact de Montréal
- Championnat canadien (2):
  - Vainqueur: 2013 et 2014

## Statistiques

### En club
| Saison                | Club                   | Championnat           | Championnat | Championnat | Coupe(s) nationale(s) | Coupe(s) nationale(s) | Compétition(s) continentale(s) | Compétition(s) continentale(s) | Compétition(s) continentale(s) | Séries | Séries | Total | Total |
| Saison                | Club                   | Division              | M.          | B.          | M.                    | B.                    | Comp.                          | M.                             | B.                             | M.     | B.     | M.    | B.    |
| 2011                  | Whitecaps de Vancouver | MLS                   | 24          | 0           | 1                     | 0                     | -                              | -                              | -                              | -      | -      | 25    | 0     |
| 2012                  | Impact de Montréal     | MLS                   | 27          | 0           | 2                     | 0                     | -                              | -                              | -                              | -      | -      | 29    | 0     |
| 2013                  | Impact de Montréal     | MLS                   | 30          | 2           | 4                     | 0                     | LCC                            | 3                              | 0                              | 1      | 0      | 38    | 2     |
| 2014                  | Impact de Montréal     | MLS                   | 7           | 0           | 1                     | 1                     | -                              | -                              | -                              | -      | -      | 8     | 1     |
| Sous-total            | Sous-total             | Sous-total            | 64          | 2           | 7                     | 1                     | -                              | 3                              | 0                              | 1      | 0      | 75    | 3     |
| 2014                  | Strømsgodset IF (prêt) | Tippeligaen           | 3           | 0           | -                     | -                     | C1                             | 0                              | 0                              | -      | -      | 3     | 0     |
| 2015                  | New York City FC       | MLS                   | 15          | 0           | 1                     | 0                     | -                              | -                              | -                              | -      | -      | 16    | 0     |
| 2016                  | Minnesota United FC    | NASL                  | 26          | 0           | 1                     | 0                     | -                              | -                              | -                              | -      | -      | 27    | 0     |
| Total sur la carrière | Total sur la carrière  | Total sur la carrière | 132         | 2           | 10                    | 1                     | -                              | 3                              | 0                              | 1      | 0      | 146   | 3     |

## Engagement associatif
Très engagé dans les causes humanitaires, Jeb Brovsky lance une fondation à but non lucratif, Peace Pandemic, qui tente d’éliminer les stéréotypes sociaux et de créer des liens chez les jeunes à travers le monde par la communauté du soccer.